# MissionForce: CyberStorm
MissionForce: CyberStorm (comúnmente conocido como CyberStorm) es un juego de estrategia por turnos desarrollado por Dynamix y distribuido por Sierra On-Line en 1996. El juego está ambientado en el universo de Metaltech creado por Dynamix, y las unidades de control del jugador son HERCULANs (Humaniform-Emulation Roboticized Combat Unit with Leg-Articulated Navigation en inglés): máquinas de guerra bípedas de tamaño y construcción variables, más comúnmente conocidas como HERCs. Aunque CyberStorm haya sido un éxito comercial limitado, vendió lo suficientemente bien como para generar una secuela en 1998 llamada CyberStorm 2: Corporate Wars. Fue lanzado digitalmente por Activision el 23 de julio de 2019 en GOG.com.

## Trama
El jugador comienza como un empleado de Unitech Corporation sirviendo como comandante de un grupo de trabajo militar privado para luchar contra una raza de seres mecánicos que la humanidad creó hace mucho tiempo llamados Cybrids. El universo ficticio del juego se presenta por medio de mensajes y textos entre las misiones. El entorno corporativo es frío y despiadado, y las decisiones militares están controladas por un sistema informático llamado Main Synthetic Intelligence (MSI). Al principio del juego, uno de los comunicados corporativos implica que Unitech ejecutará a cualquier oficial militar que no logre generar ganancias. Esto se confirma en caso de que el jugador pierda el juego al perder hasta su último HERC sin tener suficientes créditos para reemplazarlos.
Los soldados del jugador se llaman «BioDerms», humanoides artificiales de corta vida diseñados para pilotear las máquinas de guerra HERC. Los BioDerms son utilizados por sus reflejos modificados genéticamente, su capacidad de estar «vinculados» directamente a los HERC y su obediencia. Las instrucciones y las primeras partes del juego indican que estos BioDerms son subhumanos, prácticamente perros adiestrados, pero comunicados posteriores muestran que son inteligentes, pueden pensar de forma independiente (o hasta rebelarse) e incluso piensan en que un modelo es un «mesías». Por lo tanto, los BioDerms son en realidad esclavos: humanos sintéticos desechables para ser utilizados en el campo de batalla y «reciclados» por unos pocos créditos o destruidos en ataques kamikaze por oficiales corporativos cuando ya no son útiles. Las plantillas de BioDerms se crean utilizando el material genético de pilotos y comandantes de HERC anteriores; Un comunicado temprano describe el horror de cómo se toman genes para crear BioDerms, y, si el jugador gana el juego, Unitech deja en claro que le harán eso al personaje del jugador, diciendo que es un «honor» y no hay elección.

## Jugabilidad
Al completar misiones y progresar, el jugador incrementará su rango para tener acceso a equipos y hardware más avanzados, además de poder controlar más HERC. Las misiones se pueden seleccionar de una lista de planetas controlados por los Cybrid dentro de un sistema específico.
El juego se desarrolla desde una perspectiva isométrica vista desde arriba típica de los juegos de estrategia por turnos. El jugador obtendrá créditos por cada enemigo que destruya al igual que una bonificación dependiendo de la dificultad de la misión. Sin embargo, al principio del juego, la principal fuente de ingresos es la extracción de minerales, que se pueden encontrar dispersos por los mapas. Todos los HERC pueden equiparse con un «extractor de minerales» que, cuando se active, recogerá todo el mineral que se pueda extraer en el hexágono donde se encuentre la máquina.
Todos los mapas y las ubicaciones de los enemigos se generan aleatoriamente, lo que significa que no habrá dos partidas iguales. Sin embargo, la campaña en su conjunto no es dinámica; el éxito o el fracaso del jugador no afectará a las próximas batallas más allá de la fuerza de las unidades del jugador.
Entre misiones, el jugador gestiona los HERC y los pilotos en la base HERC. Desde aquí, el jugador puede crear, entrenar, asignar o «reciclar» BioDerms. El jugador también tiene la oportunidad de comprar, reparar, personalizar y mejorar los HERC con una amplia gama de equipamientos como, por ejemplo, añadir soporte vital más avanzado para aumentar la tasa de supervivencia de los BioDerm, mejores escudos, diferentes armaduras o instalar armas más potentes en el chasis.

## Recepción y legado
El juego fue bien recibido por los críticos y los jugadores por igual. GameSpot escribió: «Sierra ha tomado un juego de estrategia por turnos básico y le ha añadido unos gráficos preciosos, un sonido fantástico y un gran juego en red» y le ha dado la calificación de «genial» con una puntuación de 8,9 de 10. En 1996, Computer Gaming World incluyó a «la carne quemándose de los BioDerm» en la posición número 12 de su lista de «las 15 mejores formas de morir en los juegos de computadora». Strategy Plus Magazine escribió una crítica positiva diciendo que es un «contendiente temprano para el mejor juego de estrategia de 1996». A finales de 1996, un parche publicado por Sierra añadió dos nuevos modos de juego: Hotseat y Play-by-EMail.
MissionForce fue nombrado el 53.º mejor juego de ordenador de la historia por PC Gamer UK en 1997. Los editores lo llamaron un «juego de estrategia convincente».